# Sauna on Moon
Pour plus de détails, voir Fiche technique et Distribution.
Sauna on Moon est un film chinois réalisé par Zou Peng en 2011 et distribué par Aramis Films. Il est sorti en France le 26 septembre 2012.

## Synopsis
Dans une ville emblématique de la réforme et de l'ouverture chinoise, l'activité des thermes Sauna On Moon est en difficulté. Avec ses employées, Wu, le gérant, poursuit son rêve de bâtir un « royaume du plaisir » avec philosophie, effort et optimisme. À la suite d'un défilé de mode très particulier, Wu pleure de joie en voyant enfin le succès récompenser ses efforts. Entretemps, certaines de ses employées démissionneront, d'autres seront arrêtées alors que les dernières décideront de rester à ses côtés pour de meilleurs lendemains...

## Fiche technique
- Titre : Sauna on Moon
- Réalisation : Zou Peng
- Scénario : Zou Peng
- Production : Chen Zhiheng
- Montage : Wenders Li
- Musique : Wang Lei
- Direction artistique : Zou Peng et Ma Nao
- Décors : Luo Jiandong
- Costumes : Sun Li, Zou Peng, Liu Yajing et Bai Yang
- Société de production : L'Est Films group
- Distributeur : Aramis Films
- Pays d'origine :  Chine
- Format : Couleurs (35 mm)
- Genre : Comédie dramatique
- Durée : 95 minutes
- Date de sortie : 26 septembre 2012 (France)

## Distribution
- Wu Yuchi : Brother Wu
- Lei Ting : Lei zi
- Yang Xiaomin : Sister Li
- Zhan Yi : Pink
- Meng Yan : Xiao Meng
- Pan Chunhui : Dou Bao
- Xia Houqiyu : Xiao Hou
- Jia Jianyong : Fei Si
- Yang Junjie : Nan Nan
- Zhu Yede : Boss Lin
- Xiao An : An Fubing

## Festivals
- Semaine de la critique au Festival de Cannes 2011
- Festival Entrevues au Festival du film de Belfort 2011
- Festival international du film de Hong Kong 2012

## Critiques
- Lucie Calet, envoyée spéciale du Nouvel Observateur au Festival de Cannes, dit dans sa chronique que « Le deuxième film de Zou Peng suit de manière impressionniste une flopée de destins féminins. L’intérêt de Sauna on Moon, au contraire du Bonello, plus mortifère, est qu’il allie le sordide (qu’un client réclame une vierge, il l’obtient) à une certaine vivacité. La ronde ophülsienne des catins, magnifiée par le cadreur de Jia Zhangke, a quelque chose de cruel, de lubrique et, pourtant d’infiniment tendre. On pense au Jia Zhangke de The World. On sent le poids de l’expansion économique de la ville (à l’inverse, le bordel bat de l’aile) et on salue le talent de Zou Peng (révélé par Dongbei Dongbei en 2009) qui sait imposer sa chronique avec ce qu’il faut de fantaisie (des virées sur la plage) et de spectacle. » et elle ajoute « Vivent ces filles de joie. »[1]